# Senostoma modestum
Senostoma modestum är en tvåvingeart som först beskrevs av Malloch 1930.  Senostoma modestum ingår i släktet Senostoma och familjen parasitflugor. Inga underarter finns listade i Catalogue of Life.